# Чемпіонат Європи з хокею із шайбою серед юніорів 1977
Чемпіонат Європи з хокею із шайбою серед юніорів 1977 — десятий чемпіонат Європи з хокею із шайбою серед юніорів. Чемпіонат пройшов у місті Бремергафен (ФРН) з 1 квітня по 10 квітня 1977. Чемпіоном Європи стала юнацька збірна Швеції.

## Група А
| Збірна            | 1    | 2    | 3    | 4    | 5    | 6    | 7    | ШЗ/ШП | О  |
| ----------------- | ---- | ---- | ---- | ---- | ---- | ---- | ---- | ----- | -- |
| 1. Швеція         |      | 4:0  | 5:2  | 8:1  | 13:2 | 15:1 | 13:1 | 58:07 | 12 |
| 2. Чехословаччина | 0:4  |      | 5:3  | 10:1 | 15:3 | 10:1 | 9:1  | 49:13 | 10 |
| 3. СРСР           | 2:5  | 3:5  |      | 14:2 | 6:4  | 7:3  | 17:0 | 49:19 | 08 |
| 4. Фінляндія      | 1:8  | 1:10 | 2:14 |      | 11:2 | 8:3  | 8:1  | 31:38 | 06 |
| 5. Швейцарія      | 2:13 | 3:15 | 4:6  | 2:11 |      | 2:2  | 8:5  | 21:52 | 03 |
| 6. ФРН            | 1:15 | 1:10 | 3:7  | 3:8  | 2:2  |      | 4:3  | 14:45 | 03 |
| 7. Польща         | 1:13 | 1:9  | 0:17 | 1:8  | 5:8  | 3:4  |      | 11:59 | 0  |

Збірна Румунії була знята зі змагань.

### Призи та нагороди чемпіонату
| Нагорода            | Гравець           | Збірна         |
| ------------------- | ----------------- | -------------- |
| Найкращий бомбардир | Конні Сільверберг | Швеція         |
| Найкращий воротар   | Пелл Ліндбергі    | Швеція         |
| Найкращий захисник  | Петер Сланіна     | Чехословаччина |
| Найкращий нападник  | Конні Сільверберг | Швеція         |

## Група В
Матчі пройшли в Більбао та Сан-Себастьяні (Іспанія) 30 березня — 4 квітня 1977.

### Попередній раунд
Група 1
| Збірна       | 1    | 2    | 3    | 4    | ШЗ/ШП | О |
| ------------ | ---- | ---- | ---- | ---- | ----- | - |
| 1. Югославія |      | 4:2  | 7:2  | 10:2 | 21:06 | 6 |
| 2. Данія     | 2:4  |      | 12:3 | 10:1 | 24:08 | 4 |
| 3. Франція   | 2:7  | 3:12 |      | 6:2  | 11:21 | 2 |
| 4. Іспанія   | 2:10 | 1:10 | 2:6  |      | 05:26 | 0 |

Група 2
| Збірна        | 1   | 2   | 3   | 4   | ШЗ/ШП | О |
| ------------- | --- | --- | --- | --- | ----- | - |
| 1. Норвегія   |     | 6:3 | 6:1 | 3:2 | 15:06 | 6 |
| 2. Австрія    | 3:6 |     | 3:2 | 8:5 | 14:13 | 4 |
| 3. Італія     | 1:6 | 2:3 |     | 3:2 | 06:11 | 2 |
| 4. Нідерланди | 2:3 | 5:8 | 2:3 |     | 09:14 | 0 |

### Стикові матчі
| 7-е місце | Нідерланди | 7:3 (4:0, 2:1, 1:2)         | Іспанія   |  |
| 5-е місце | Італія     | 4:3 ОТ (1:1, 2:1, 0:1, 1:0) | Франція   |  |
| 3-є місце | Данія      | 5:2 (2:1, 1:1, 2:0)         | Австрія   |  |
| Фінал     | Норвегія   | 4:1 (0:0, 1:1, 3:0)         | Югославія |  |

Норвежці підвищилась до Групи «А», іспанці вибули до Групи «C».